# Laemophloeus ribbei
Laemophloeus ribbei is een keversoort uit de familie dwergschorskevers (Laemophloeidae). De wetenschappelijke naam van de soort werd in 1879 gepubliceerd door Edmund Reitter.